# فیوچر سوند آو لاندن
فیوچر سوند آو لاندن (به انگلیسی: The Future Sound of London) (به اختصار FSOL) یک گروه موسیقی الکترونیک بریتانیایی متشکّل از گری کوبین و برایان دوگانز است. این گروه عموماً برای گذر از محدودیّت‌های موسیقی الکترونیک تجربی و به ارمغان آوردن عصر جدیدی در موسیقی رقص شناخته می‌شود.